# Джонсон, Эрнест Леонард
| Открытые астероиды: 18 | Открытые астероиды: 18 |
| ---------------------- | ---------------------- |
| (1568) Айслин          | 21 августа 1946        |
| (1580) Бетулия         | 22 мая 1950            |
| (1585) Юнион           | 7 сентября 1947        |
| (1607) Мейвис          | 3 сентября 1950        |
| (1609) Бренда          | 10 июля 1951           |
| (1618) Дон             | 5 июля 1948            |
| (1623) Вивиан          | 9 августа 1948         |
| 1731 Smuts             | 9 августа 1948         |
| (1760) Сандра          | 10 апреля 1950         |
| (1819) Лапута          | 9 августа 1948         |
| 1885 Herero            | 9 августа 1948         |
| (1922) Зулу            | 25 апреля 1949         |
| (2546) Либитина        | 23 марта 1950          |
| 2651 Karen             | 28 августа 1949        |
| 2718 Handley           | 30 июля 1951           |
| 2829 Bobhope           | 9 августа 1948         |
| 3184 Raab              | 22 августа 1949        |
| (5038) Овербек         | 31 мая 1948            |

Э́рнест Леонард Джонсон (англ. Ernest Leonard Johnson, 1977) — южноафриканский астроном, первооткрыватель комет и астероидов, который работал в Республиканской обсерватории Йоханнесбурга. В период 1946 по 1951 год им было обнаружено в общей сложности 18 астероидов. Помимо этого, он является первооткрывателем трёх долгопериодических комет (C/1935 A1, C/1948 R1, C/1949 K1) и одной короткопериодической кометы Комета Джонсона.